# Chilotherium
Chilotherium là một chi tê giác đã tuyệt chủng đặc hữu của lục địa Á-Âu trong thế Miocene đến Pliocene. Chúng sống từ 13,7–3,4 triệu năm trước, tồn tại khoảng 10,3 triệu năm.

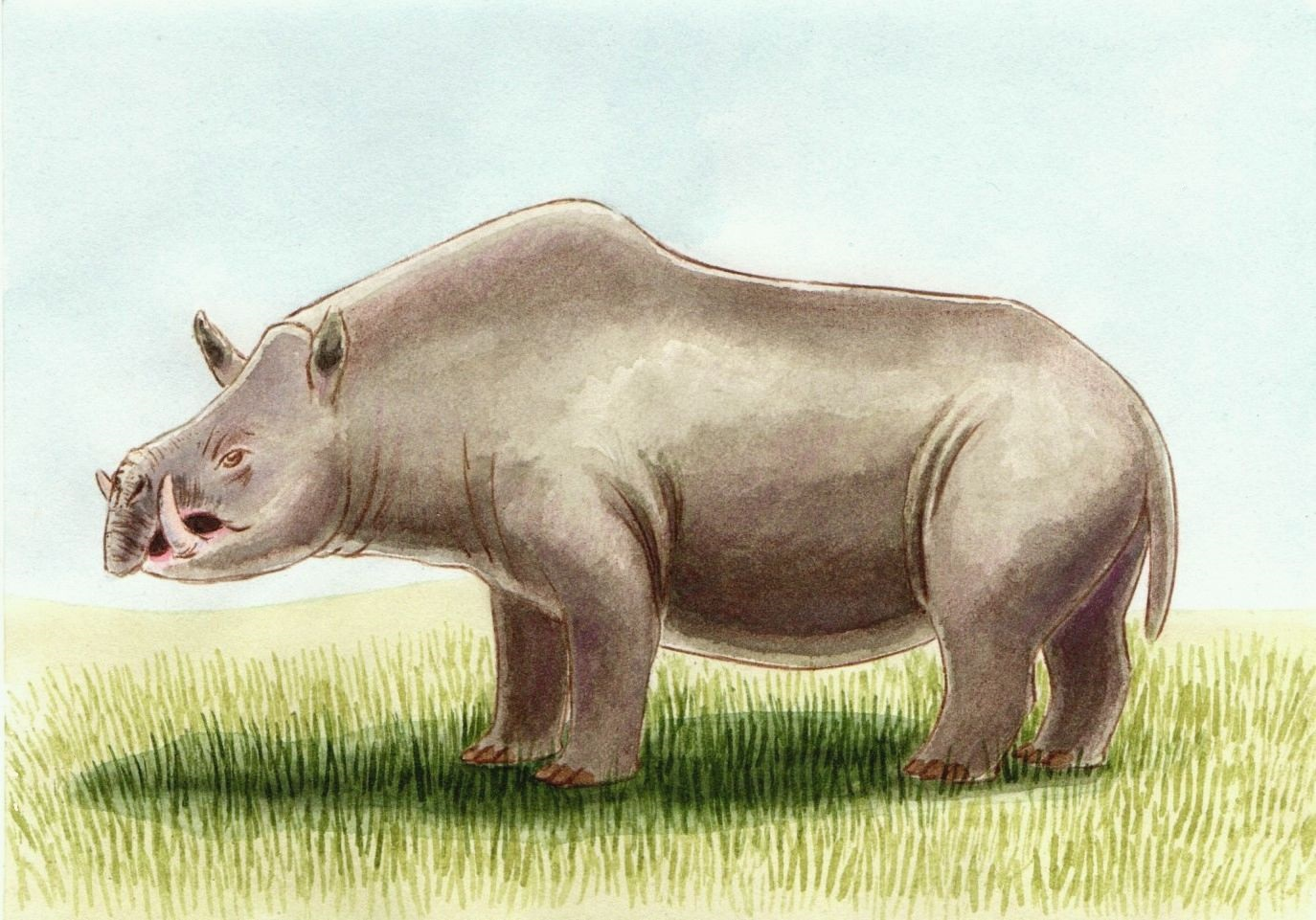
Tái hiện